# Vals-des-Tilles
Vals-des-Tilles é uma comuna francesa na região administrativa de Grande Leste, no departamento de Haute-Marne. Estende-se por uma área de 36,89 km². Em 2010 a comuna tinha 174 habitantes (densidade: 4,7 hab./km²).